# John Opie
John Opie, né en mai 1761 à Trevellas (en) (Cornouailles) et mort le 6 avril 1807, est un peintre britannique d'histoire et de portraits.

## Biographie
Il a été élu membre de la Royal Academy (RA) le 13 février 1787.
Il compte William Etty parmi ses élèves à la Royal Academy.

## Œuvre

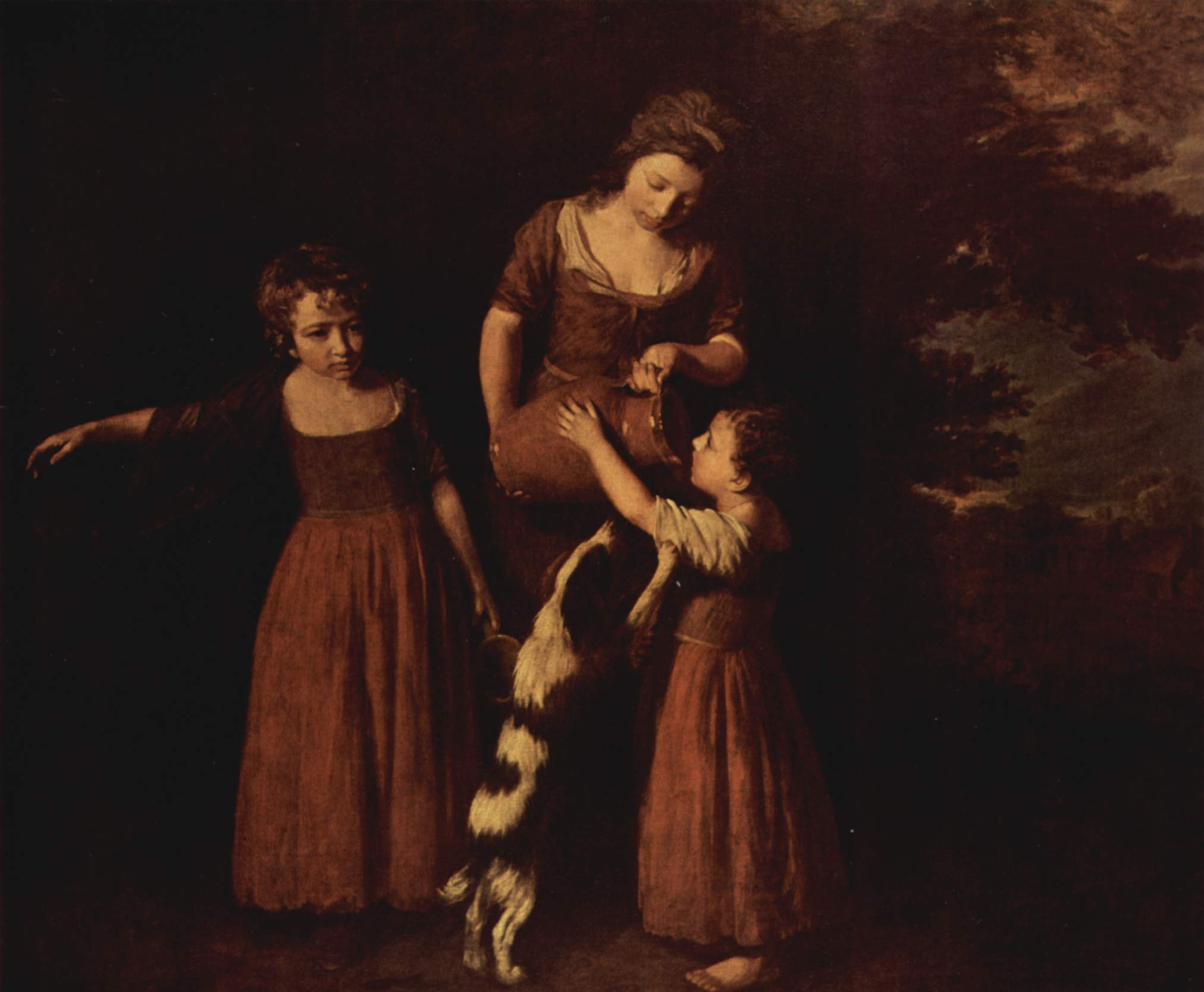
La famille du paysan par John Opie, v. 1783-1785

Opie a peint plusieurs hommes et femmes notables dont Mary Wollstonecraft, Samuel Johnson, Francesco Bartolozzi, John Bannister (en), Joseph Shepherd Munden (en), Charles James Fox, William Betty (en), Edmund Burke, John Crome, James Northcote, Henry Fuseli, Thomas Girtin, Robert Southey, Samuel Parr, Elizabeth Inchbald et Mary Shelley ; en tout 508 portraits, la plupart à l'huile, et 252 autres peintures.